# Alcanola
Alcanola is een geslacht van vlinders uit de familie visstaartjes (Nolidae). De wetenschappelijke naam van het geslacht is voor het eerst geldig gepubliceerd in 2010 door Gyula M. László, Gábor Ronkay & Thomas Joseph Witt.
De typesoort van het geslacht is Melanographia tympanistis Hampson, 1900.

## Soorten
- Alcanola obsculata László, Ronkay & Witt, 2010
- Alcanola speideli László, Ronkay & Witt, 2010
- Alcanola tympanistis Hampson, 1900